# Auguste Bottée de Toulmon
Jean-Joseph-Auguste Bottée de Toulmon est un administrateur général des poudres et salpêtres français. Né à Laon le 6 février 1764, il est décédé le 18 octobre 1815 au château de Tourny (Eure).

## Biographie
Administrateur général des poudres et salpêtres sous la Convention, enseignant à l'École polytechnique (1812-1816), il établit la poudrerie de Maromme, près de Rouen.
Il est l'inventeur d'une éprouvette hydrostatique utilisée pour déterminer la force explosive des poudres.
À son décès chez son beau-père au château de Tourny, il est régisseur général des poudres et salpêtres et demeure à Paris.
Il est le père d'Auguste Bottée de Toulmon (1797-1850).

## Œuvres
- Art de fabriquer la poudre à canon (avec Jean-René-Denis Riffault), Paris, 1811
- Art du salpêtrier, Paris, Leblanc, 1813